# Who Shot Ya?
Who Shot Ya? – utwór amerykańskiego rapera Biggiego z albumów „Born Again”, remasterowanej wersji „Ready to Die” i „Greatest Hits”. Jest to również strona B singla „Big Poppa”.
Utwór został nagrany kilka miesięcy przed postrzeleniem 2paca w 1994, lecz przez niektórych jest uważany przez diss na niego. Utwór zawiera sample z „I’m Afraid The Masquerade Is Over” Davida Portera.
Początkowo utwór został nagrany na album Mary J. Blige „My Life”. Jednak w wersji z Biggiem został uznany za zbyt brutalny na album R&B.
W 2006 wokalista System of a Down, Serj Tankian, nagrał remiks utworu do gry wideo „Mark Eckō's Getting Up: Contents Under Pressure”. Utwór coverowało i remiksowało wielu raperów. Przed oficjalnym rozpoczęciem swej kariery DMX nagrał freestyle oparty na beacie „Who Shot Ya”, z tekstem, którego później użył w „Bring Your Whole Crew” i „Murdergram” (zamieszczony na albumie „Unleashed & Unreleased”). Powstała również wersja z Doc Holiday, w której DMX wykorzystał tylko tekst z „Bring Your Whole Crew” (zamieszczona na albumie „The Early Years”). W 2003 Ja Rule miał beef z G-Unit. Nagrał cover utworu Biggiego, który zatytułował „Guess Who Shot Ya”. Wykorzystał do niego beat oraz przekształcony tekst (między innymi zastępując „Puff Daddy”-„Irv Gotti”). W 2008 Papoose użył podkładu i części tekstu do swojej wersji, w której dissował Uncle Murda. Swoje „Who Shot Ya” nagrali również między innymi: Big L, Foxy Brown, G-Unit, The Game, Styles P i LL Cool J.